# Carlotta Iossetti
Carlotta Iossetti (Torino, 18 aprile 1972) è una conduttrice televisiva e attrice italiana di cinema, teatro e televisione.
Dal 1999 al 2015 ha interpretato la Principessa Odessa, (in seguito Regina Odessa) nella Melevisione, programma per bambini di Rai 3.

## Biografia
Si è avvicinata al mondo dello spettacolo studiando danza, per poi passare alla recitazione frequentando la scuola di teatro di Giorgio Molino, a fianco del quale ha lavorato in veste di soubrette.
Per il cinema ha preso parte al film La medaglia (1997), regia di Sergio Rossi, con Franco Nero.
Ha partecipato poi a numerosi lavori per il Teatro Regio di Torino sotto la regia di Luca Ronconi, uno per tutti La Dannazione di Faust.
Successivamente ha rivestito il ruolo di protagonista e soubrette in numerose riviste musicali. Ha partecipato a Piovuto dal cielo nel 2000 e nel 2010 a Ogni maledetto giorno, di cui è protagonista. Il film è stato trasmesso su TV2000.
Ha avuto un ruolo di doppiatrice nel 2005 nel videogioco Fuga da Monkey Island per il personaggio di Brittany, la cassiera della banca.
Al Teatro Gioiello di Torino l'ha vista tra i protagonisti di Forbici follia (2004), un originale giallo comico interattivo; e nel 2024, insieme a Guido Ruffa, è protagonista ne In fuga col malloppo di Ray Cooney per la regia di Claudio Insegno.
Grazie al programma Melevisione, ha partecipato a laboratori di teatro nelle scuole con il collega Guido Ruffa.
Ha lavorato a partire dal 1997 per Telestudio, una rete privata di Torino, dove ha condotto molteplici programmi, tra cui, a partire dal 2000, ogni domenica alle 23:15 Na seira con noi. In seguito, dal 2010 è passata ad un'altra emittente piemontese, Primantenna, dove conduce quotidianamente all'ora di pranzo il programma musicale L'appetito vien cantando e sempre sulla stessa rete, Ma che musica.